# Catedral de la Transfiguración (Jabárovsk)

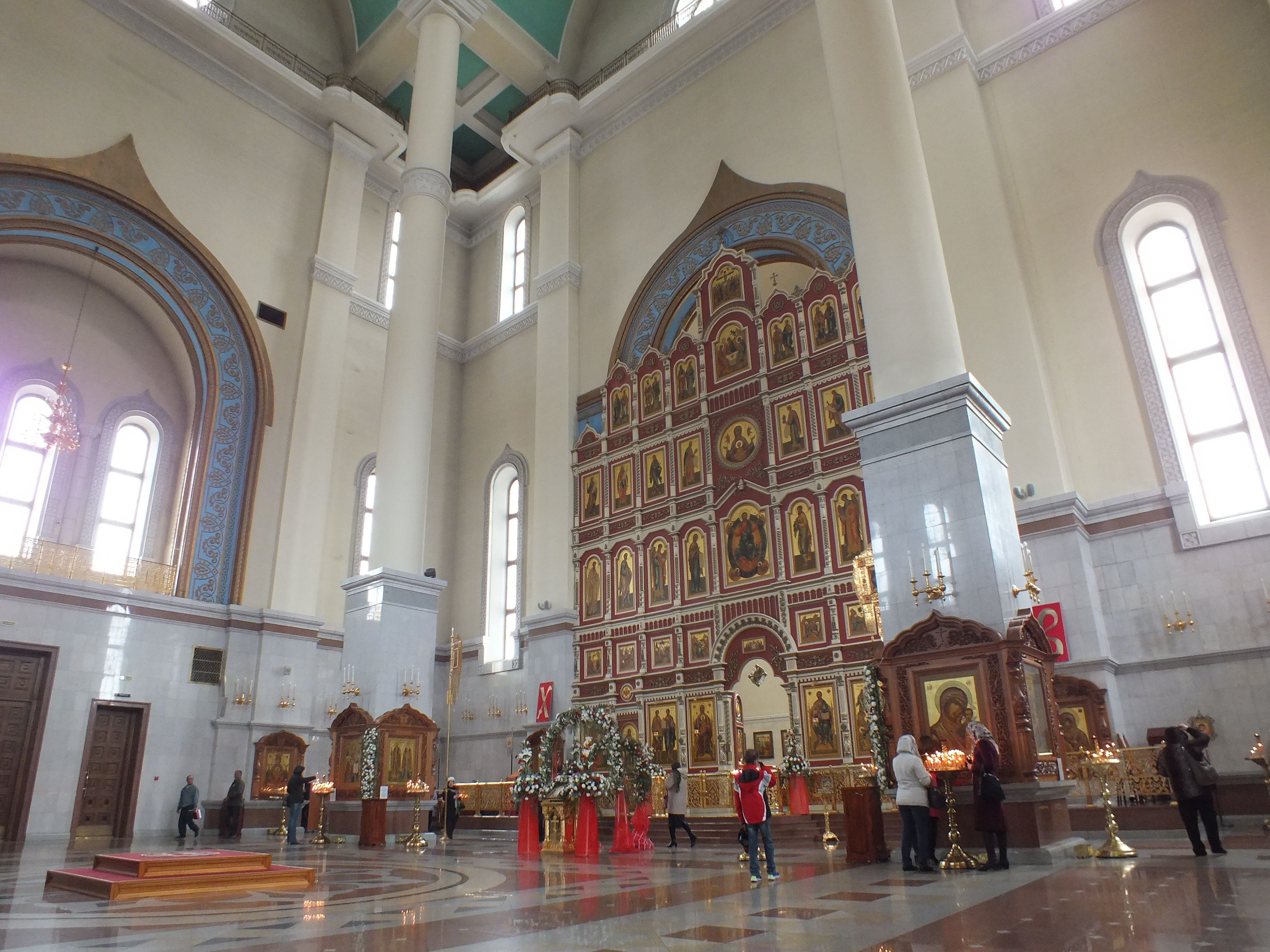
Interior de la catedral

La catedral de la Transfiguración (del ruso: Спасо-Преображенский собор, Spaso-Preobrazhensky  sobor) en Jabárovsk, construida en un acantilado escarpado con vistas al río Amur, se eleva hasta los 96 metros de altura y se supone que es la tercera iglesia más alta en Rusia, después de la catedral de San Isaac de San Petersburgo y la catedral de Cristo Salvador de Moscú. Fue construida entre 2001-2004 con un diseño tradicional que recuerda las obra de Konstantín Ton. La iglesia está coronada por cuatro cúpulas doradas, de estilo barroco ucraniano, siendo la central la más grande. Su espectacular ubicación en una colina fue elegida por el Patriarca de Moscú y de todas las Rusias Alejo II de Moscú durante un vuelo en helicóptero sobre Jabárovsk.